# خویلد عیاده
خُوَیلد عیاده (عربی: خويلد عيادة؛ زادهٔ ۲۲ آوریل ۱۹۹۷) فوتبالیست اهل عربستان سعودی است. او در حال حاضر به عنوان دروازه‌بان برای الباطن بازی می‌کند.